# 石黑龍
石黑龍是香港漫畫《新著龍虎門》的故事其中一位主角。

## 人物介紹
石黑龍擅長柔道及雙截棍，故事中與王小虎相識於香港長洲。前期內容主要圍繞石黑龍與王小虎和一班弟兄與香港黑社會間鬥毆的過程，後來捲入日本黑道羅煞教與韓國白蓮教之間的紛爭。於決戰柴灣四鱷一戰中無意中練上少林四大神功之一的《金鐘罩》。
隨著故事發展，石黑龍與日本羅刹教上任教主西城望(人稱"老邪神")成為忘年之交，一老一少甚為投緣，已退下火線多年的老邪神，出於真誠事事為石黑龍操心擔憂，而石黑龍亦非常尊敬這位亦師亦友的老人，但亦因為彼此正邪有別，所以少不免發生衝突。
最新的劇情則是着重在日本兩派忍者伊賀與甲賀之間的決鬥。漫畫初期設定石黑龍的個性為活潑跳脫、重情重義、嫉惡如仇。

## 內功招式
金鐘罩（第十一關）、三寸真元勁、盤古天殛震（第三十五層天）、易筋經(藍級)

## 武功招式
柔道、落魂樁、追魂十五滾、五形拳、十字追魂棍、鬼哭神號（掍招）、金鐘寸勁、摧心錐、無影無蹤（輕功）、刻骨銘心爪、黑蠍鞭腿、破空拳（萬龍破空拳）